# Poiana Sărată, Bacău
Poiana Sărată (în maghiară Sósmező sau Soósmező, în germană Salzfelden) este un sat în comuna Oituz din județul Bacău, Transilvania, România. Este una dintre puținele așezări din județ poziționate în regiunea istorică a Transilvaniei.

## Istoric
În anul 1821 s-a propus împăratului Francisc (Franz) I întemeierea unui sat grăniceresc la vama Oituzului de către baronul colonel Johann Purcell von Roreston, comandantul celui de-al Doilea Regiment Secuiesc de Graniță cantonat la Târgu Secuiesc.

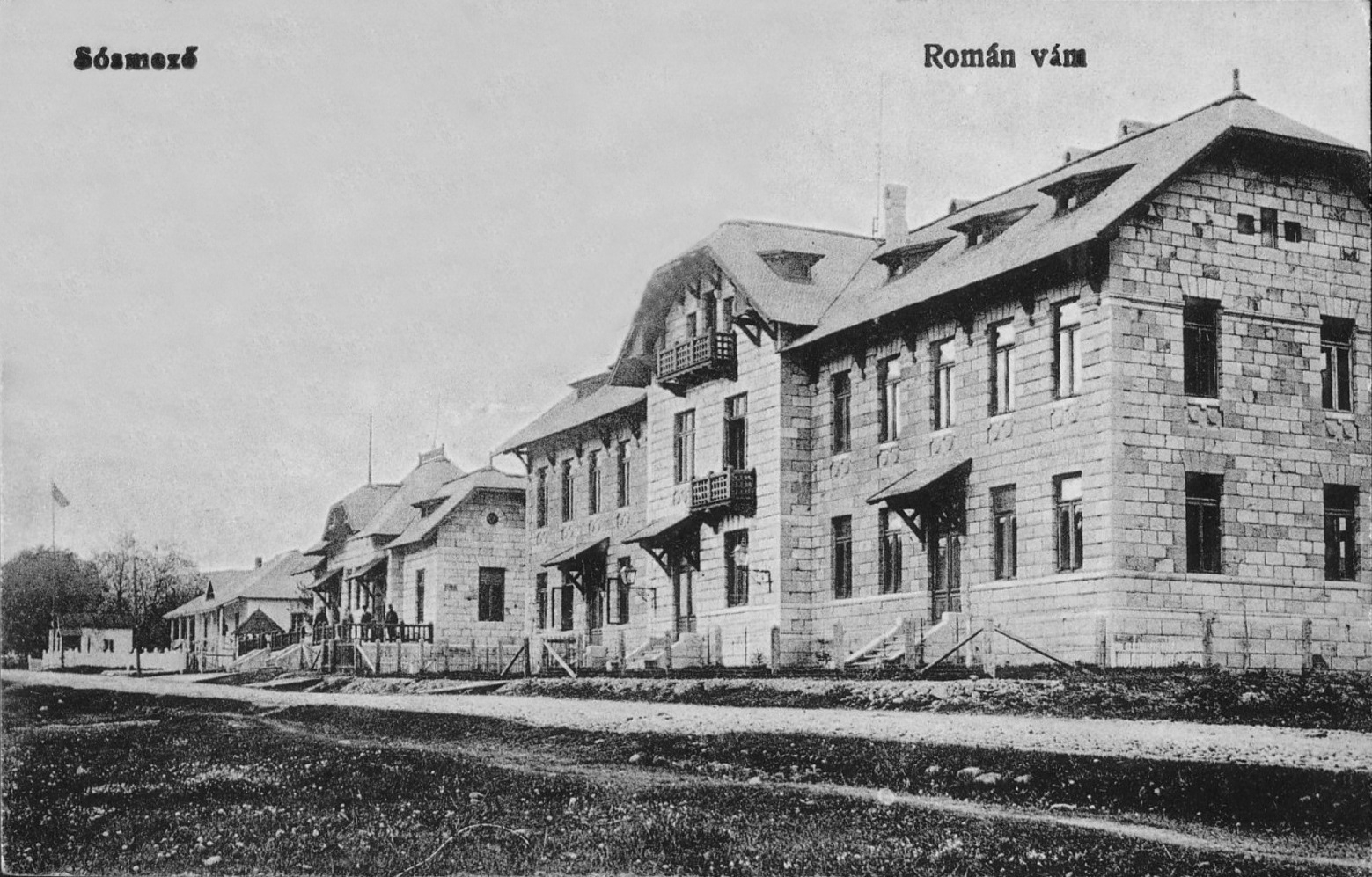
Vama

## Personalități
- Ghiță Popp (1883-1967) gazetar și om politic român;
- Ioan Șandru (1913-2010), geograf, profesor universitar la Universitatea „Al. I. Cuza” din Iași;
- László Vajda (1784-1834), profesor în drept;